# Miranda do Douro
Miranda do Douro (mirandsky Miranda de l Douro; španělsky Miranda de Duero) je samosprávný územní celek ležící na severovýchodě Portugalska v okrese (distrito) Bragança, při hranicích se Španělskem (řeka Douro). Samospráva (concelho) Miranda do Douro sestává ze 17 civilních farností (freguesia), obývá ji zhruba 8 000 obyvatel a nachází se v necelých 700 m n. m.
Centrem samosprávy je město Miranda do Douro (2 124 obyv. (2001); 37,48 km2) se středověkou katedrálou.
Rozšířeným jazykem je mirandština, která je současně místním úředním jazykem (od roku 1999). Oblast se kulturně poměrně výrazně odlišuje od zbytku Portugalska.
| Vývoj počtu obyvatel v samosprávě Miranda do Douro (1801 – 2004) |      |       |       |       |      |      |      |      |
| 1801                                                             | 1849 | 1900  | 1930  | 1960  | 1981 | 1991 | 2001 | 2004 |
| 7706                                                             | 7146 | 10639 | 11272 | 18972 | 9948 | 8697 | 8048 | 7707 |

## Seznam okrsků v samosprávě
- Águas Vivas (mirandsky Augas Bibas)
- Atenor (mirandsky Atanor)
- Cicouro (mirandsky Cicuiro)
- Constantim (mirandsky Constantin)
- Duas Igrejas (mirandsky Dues Eigreijas)
- Genísio (mirandsky Zenízio)
- Ifanes (mirandsky Infainç)
- Malhadas
- Miranda do Douro - město (mirandsky Miranda de l Douro)
- Palaçoulo (mirandsky Palaçuôlo)
- Paradela
- Picote (mirandsky Picuôte)
- Póvoa (mirandsky Pruôba)
- São Martinho de Angueira (mirandsky San Martino)
- Sendim (mirandsky Sendin)
- Silva
- Vila Chã de Braciosa (mirandsky Bila Chana de Barceosa)